# Anthophora scopipes
Anthophora scopipes är en biart som först beskrevs av Maximilian Spinola 1838. Den ingår i släktet pälsbin och familjen långtungebin. Inga underarter finns listade i Catalogue of Life.

## Beskrivning
Hanar och honor skiljer sig något åt i utseendet.

### Hanar
Hanen har svart grundfärg med rödbruna ben. Ansiktet har smutsigt vit behåring, medan mellankroppen och de två främsta tergiterna (segmenten på bakkroppens ovansida) har blekgul till brungul päls. Tergiterna 3 och 4 har svart päls, medan tergit 7, det sista segmentet, har rödbrun päls. Tergit 2 har dessutom ett tunt, vitt hårband i bakkanten. Kroppslängden varierar mellan 15,5 och 16 mm.

### Honor
Honan är betydligt bredare än hanen. Precis som hos hanen är grundfärgen svart, men med bruna till mörkt rödbruna markeringar i ansiktet och med mörkt rödbruna ben. Mellankroppen har kort grågul till rödbrun päls med en lätt inblandning av svarta hår, tergit 1 och 2 med gulaktig päls, tergit 3 och 4 med svart päls som hos hanen samt tergit 5 med tät, sammetsliknande behåring och rödaktiga hår på siderna och längs bakkanten. Kroppslängden varierar mellan 16 och 17 mm.

## Ekologi
Som alla i släktet är arten ett solitärt bi och en skicklig flygare. I Egypten är den vanlig i ökendalar, bland annat på Sinaihalvön. Avkomman övervintrar, och arten kan ses från oktober till april. I Israel, där den har samma flygtider som i Egypten, förekommer den också i ökentrakter som Negev, om än mindre vanligt. Den har observerats på snokörten Echium judaeum i det landet.

## Utbredning
Förutom i Egypten och Israel är den också påträffad i Marocko, Algeriet, Libyen och Tunisien.